# Rade Prica
Rade Stanislav Prica (Ljungby, Suecia, 30 de junio de 1980) es un exfutbolista sueco que se desempeñaba como delantero.

## Selección nacional
Ha sido internacional con la Selección de fútbol de Suecia; donde hasta ahora, ha jugado 14 partidos internacionales y ha anotado 2 goles por dicho seleccionado.

## Clubes
| Club                 | País       | Año         |
| -------------------- | ---------- | ----------- |
| Ljungby IF           | Suecia     | 1995 - 1998 |
| Helsingborgs IF      | Suecia     | 1998 - 2002 |
| Hansa Rostock        | Alemania   | 2002 - 2006 |
| Aalborg              | Dinamarca  | 2006 - 2008 |
| Sunderland           | Inglaterra | 2008 - 2009 |
| Rosenborg BK         | Noruega    | 2009 - 2012 |
| Maccabi Tel Aviv     | Israel     | 2013 - 2015 |
| Helsingborgs IF      | Suecia     | 2015 - 2016 |
| Maccabi Petah-Tikvah | Israel     | 2016        |
| Landskrona BoIS      | Suecia     | 2016        |